# عیالوار (فیلم ۱۹۵۸)
«عیالوار» (انگلیسی: Rock-A-Bye Baby) یک فیلم کمدی در سبک موزیکال به کارگردانی فرانک تاشلین است که در سال ۱۹۵۸ منتشر شد.

## بازیگران
- جری لوئیس در نقش «کلایتون پول»
- مریلین مکسول در نقش «ماریل مکسول»
- کانی استیونز در نقش «کانی استیونز»
- رجینالد گاردینر در نقش «هارولد هرمان»
- جیمز گلیسون در نقش «دکتر سیمکینز»
- هوپ امرسون در نقش «خانم راجرز»
- گری لوئیس در نقش «کلایتون جوان»
- هانس کانرید در نقش «آقای رایت»
- ایزوبل ایلسوم در نقش «خانم ون‌کلیو»
- سالواتوره باکالونی در نقش «گیگی "پاپا" نِیپلز»